# ヒンデンブルク (巡洋戦艦)
| スカパ・フローに係留されるヒンデンブルク | |
| 艦歴                                     | |
| 発注:                                    | ヴィルヘルムスハーフェン造船所 |
| 起工:                                    | 1913年10月1日 |
| 進水:                                    | 1915年8月1日 |
| 就役:                                    | 1917年5月10日 |
| 退役:                                    | |
| その後:                                  | 1919年6月21日にスカパ・フローで自沈 1930年浮揚、1932年解体                                                                                  |
| 除籍:                                    | 1919年 |
| 性能諸元                                 | |
| 排水量:                                  | 常備：26,947トン、満載：31,200トン |
| 全長:                                    | 212.8m |
| 全幅:                                    | 29m |
| 吃水:                                    | 9.43m |
| 機関:                                    | 海軍式石炭・重油混焼水管缶18基+直結タービン（高速2基・低速2基）4軸推進                                                                      |
| 最大出力:                                | 72,000hp（公試時：95,777 hp） |
| 最大速力:                                | 27ノット |
| 航続距離:                                | 6,100海里（12ノット時） |
| 燃料:                                    | 石炭：3,700トン、重油：1,000海里 |
| 乗員:                                    | 平時：1,038名（士官44名） 戦時：1,390名 |
| 兵装:                                    | SK L/50 30.5cm（50口径）連装砲 4基8門 SK L/45 15cm（45口径）単装速射砲 14門 SK L/45 88mm（45口径）単装高角砲 8門 50cm水中魚雷発射管 単装4門 |
| 装甲:                                    | 舷側：300mm（水線最厚部） 甲板：30mm(主甲板)、30mm（最上甲板） ターレット：270mm（甲板上部）                                                |

ヒンデンブルク (SMS Hindenburg) は、第一次世界大戦時のドイツ帝国海軍の巡洋戦艦で、デアフリンガー級巡洋戦艦の3番艦である。艦名はパウル・フォン・ヒンデンブルクにちなむ。

## 艦歴
フォン・ヒンデンブルクは本艦建造時、大将の最終階級で退役していた（後に上級大将として復帰）。
本艦は艤装に2年もの時間がかけられたが、その間に姉妹艦では単棒檣であった前檣を、強固な三脚檣に改め頂上部に射撃指揮所を設け、主砲仰角も16度に上げる改造を施し遠距離砲戦に耐えるようにした。しかし、艦隊に編入されたのは大勢の決した1917年10月末頃であった。
就役後2回の出撃を行っており、最初は1917年11月17日の北海西部、2回目は1918年4月23日のノルウェー沿岸に向けたものだった。
ドイツ敗戦後の、1919年5月7日に発表されたヴェルサイユ講和条約案は、抑留中の全艦艇を連合国に引き渡すこととしたものであった。これにより本艦も、他の4隻の巡洋戦艦、11隻の弩級戦艦・超弩級戦艦、8隻の巡洋艦、48隻の駆逐艦とともにスカパ・フローに抑留された。

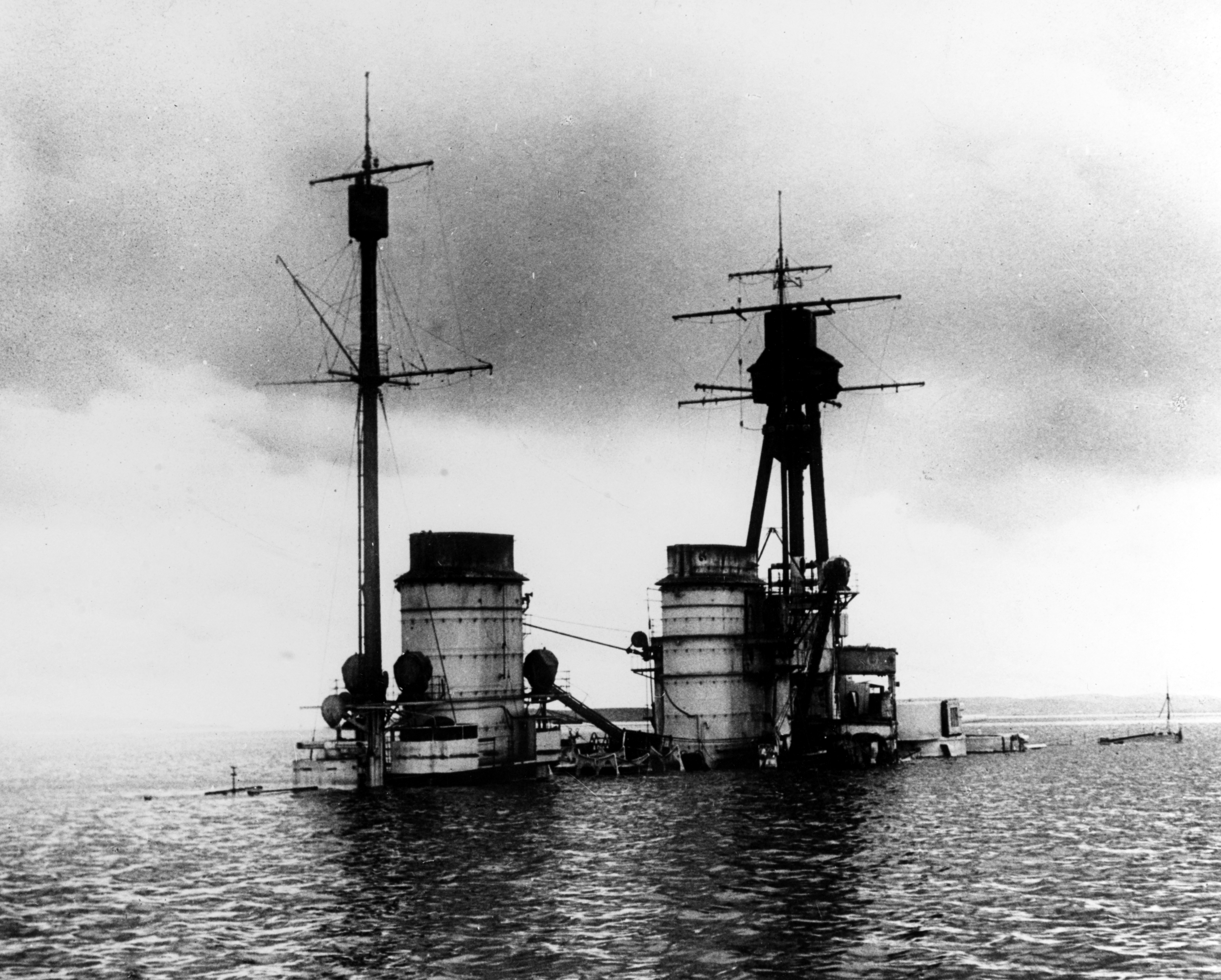
自沈したヒンデンブルク

同年6月21日に、フォン・ロイター提督は英国の監視船が訓練のために出航した隙を狙い、艦隊が英国の手に落ちるのを妨げるべく、全ての抑留されたドイツ艦艇を沈める命令を下した結果、53隻の軍艦がスカパ・フローに没した。そして、ヒンデンブルクはその中で沈んだ最後の艦であった。
沈没したヒンデンブルクは1930年に引き上げられたが、解体されたのは1932年のことであった。